# Albert Garcia Pascual
Albert Garcia Pascual   (Castelló de la Plana, 1967 - Castelló de la Plana, 3 d'octubre de 2022) fou un escriptor valencià. Va estar vinculat a l'Associació d'Escriptors en Llengua Catalana i d'El Pont Cooperativa de Lletres, i conreà la narrativa històrica, de misteri i l'humor. També es destaquen les seues obres de literatura infantil.